# Hypogastrura devia
Hypogastrura devia är en urinsektsart som beskrevs av Christiansen och Bellinger 1980. Hypogastrura devia ingår i släktet Hypogastrura och familjen Hypogastruridae. Inga underarter finns listade i Catalogue of Life.